# Tortilla Soup
Tortilla Soup – amerykański film fabularny (komedia romantyczna) z 2001 roku. Jest to remake filmu Anga Lee Jedz i pij, mężczyzno i kobieto.

## Obsada
- Jacqueline Obradors − Carmen Naranjo
- Tamara Mello − Maribel Naranjo
- Jade Herrera − Eden
- Nikolai Kinski − Andy
- Elizabeth Peña − Leticia Naranjo
- Constance Marie − Yolanda
- Ken Marino − Jeff
- Héctor Elizondo − Martin Naranjo
- Marisabel García − April
- Julio Oscar Mechoso − Gomez
- Raquel Welch − Hortensia
- Joel Joan − Antonio Urgell
- Paul Rodriguez − Orlando Castillo
- Eva La Dare - Rachel